# Szennai Skanzen
A Szennai Skanzen Somogy vármegyében található, Szentendrei Skanzen tagintézményeként működik. Kaposvártól 10 km-re délre, a Zselic északi peremén, Szenna központjában, egy feltöltött területen helyezkedik el.

## Létrejötte
A gyűjtemény Knézy Judit néprajztörténész, L. Szabó Tünde és Szigetvári György építészek munkája nyomán jött létre az 1975–1976-os években, és 1978-ban nyílt meg. Csepinszky Mária egykori gondnoknak is köszönhető, hogy az épületegyüttes 1982-ben Europa Nostra-díjat kapott.

## Látnivalók
A skanzen része az 1785-ben épült népi barokk stílusú, ma műemléki védettség alatt álló református templom jellegzetes festett kazettás mennyezetével.
A dél-dunántúli népi építészet legszebb épen maradt talpasházaiból szállítottak ide néhányat és állították össze hozzáértő idős falusiak, ácsok és zsúpfelverő mesterek segítségével. Láthatunk itt lakóházat Rinyakovácsiból, Kisbajomból, Csökölyből, Nagykorpádról és Somogyszobról a hozzájuk tartozó pajtákkal együtt, de a domboldalban felállították a szalacskai mérműves díszítésű, ősi faboronás pincét is, valamint bognárműhely és pálinkafőző is található itt. 2008-ban a múzeumot egy református temetővel bővítették, melynek sírjelei részben a szennai régi temetőből származnak, részben Gönczi Ferenc gyűjteménye alapján készített hiteles másolatok.
A skanzen területétől elkülönülve, de annak kezelésében áll a nevezetes Zóka Peti Lídia-féle talpasház, amelyet sikerült az eredeti helyén, „in vivo” megőrizni és rekonstruálni. Az 1848-ban épült népi műemlékben szép szemeskályhát találhatunk, a füstöskonyhában kenyérsütő kemencét. A hátsó udvarban alkalmanként művészek tevékenykednek.
A skanzenban sokszor rendeznek kenyérsütést, közös főzést és bemutatókat, tánctanulást, falunapokat, művészeti akciókat.

## Galéria

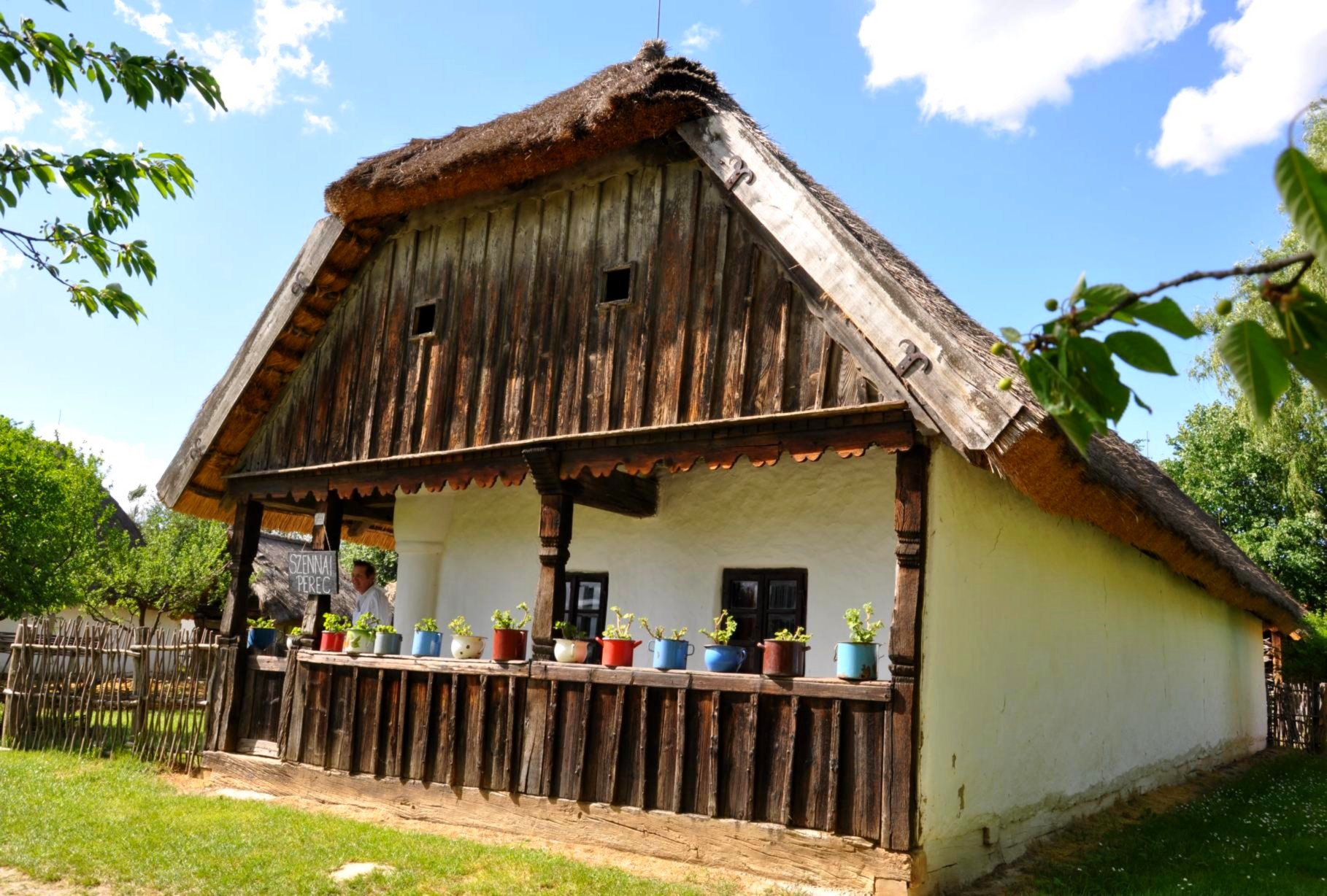
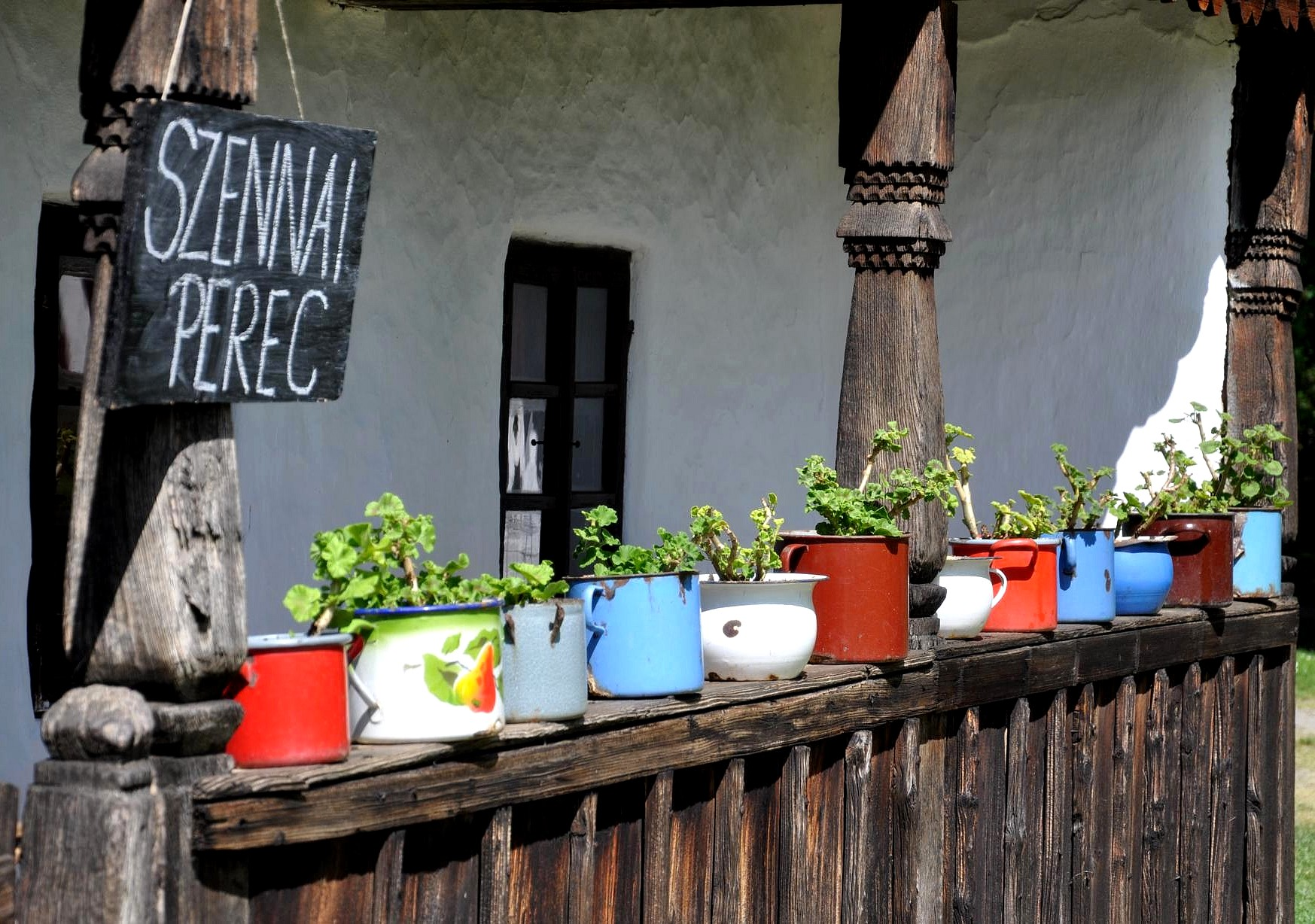
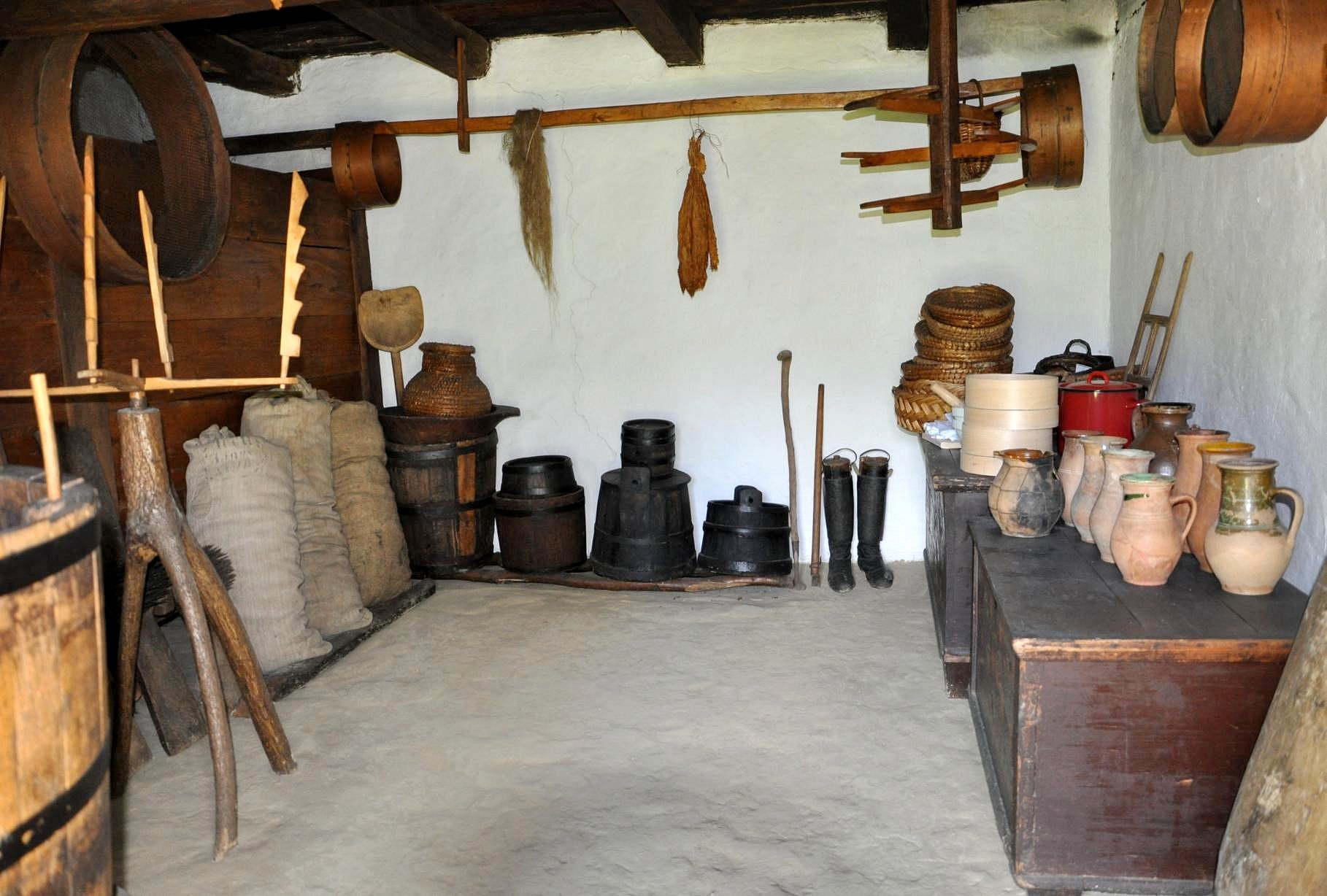
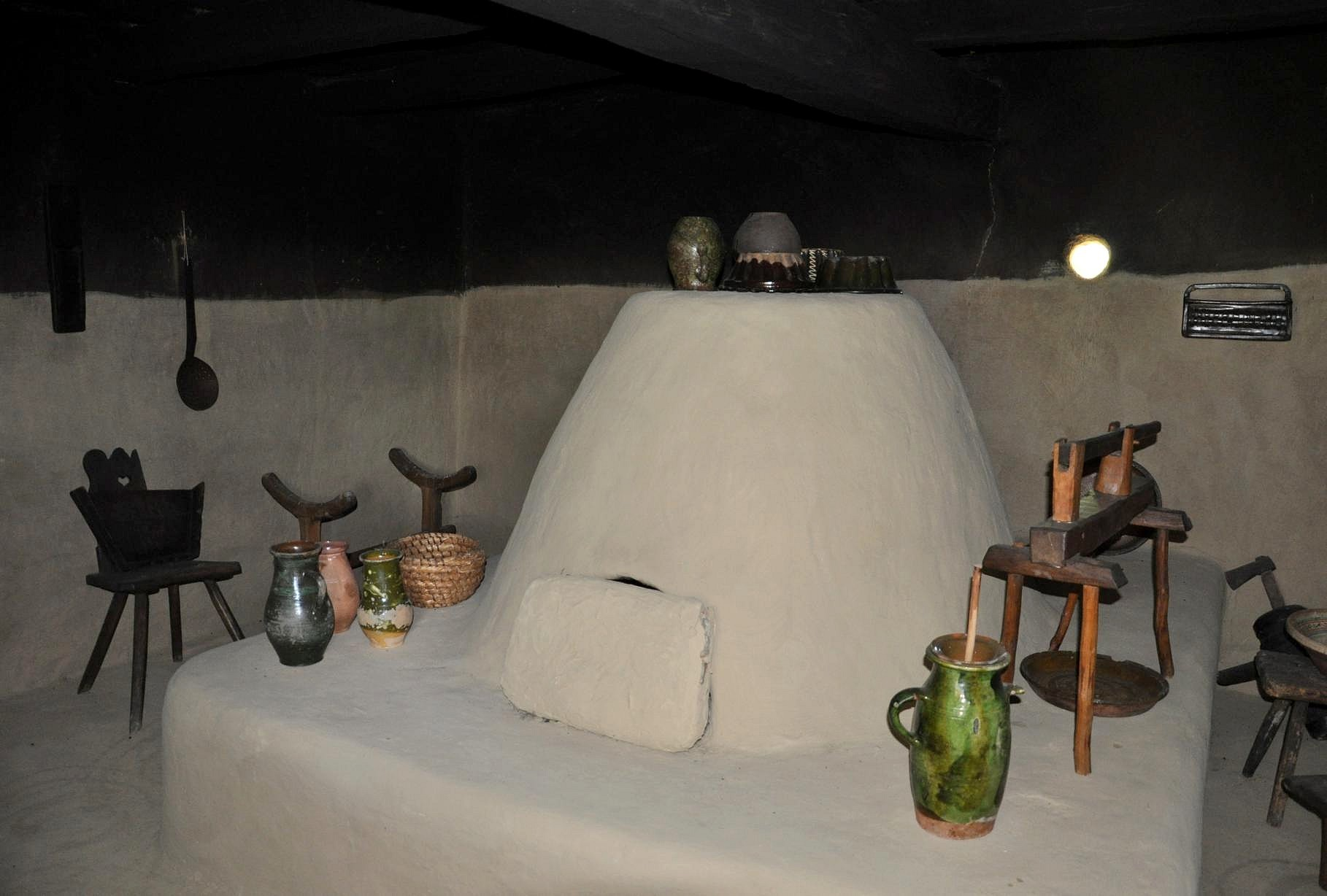
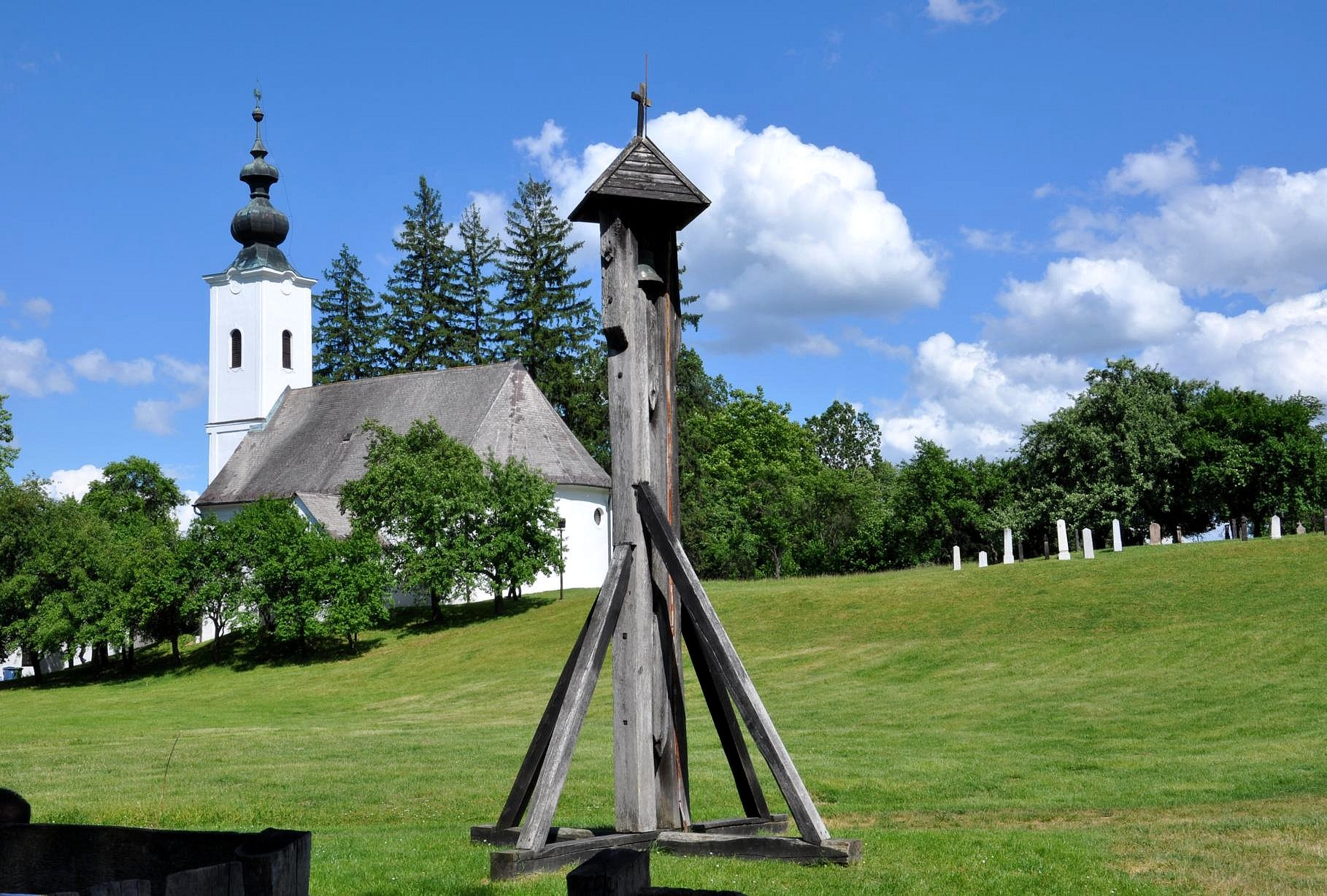